# 2015年6月中国大陆

## 6月1日
- 中国旅游客船“东方之星”在由南京驶往重庆途中，突遇龙卷风发生翻沉，上百人失踪。[1]
- 中华人民共和国政府和大韩民国政府正式签署《自由贸易协定》。[2]
- 中国首个跨境电商商品质量溯源平台在广州市南沙出入境检验检疫局正式上线。自此，经南沙自贸试验区进出口的跨境电商商品质量信息，可随时通过互联网登录广东“智检口岸”公共服务平台进行查询[3][4]。

## 6月2日
- 6月1日晚，重庆东方轮船公司一艘载有458人的客轮在长江突遇龙卷风发生翻沉。2日早晨，中共中央政治局常委、国务院总理李克强代表习近平总书记急飞事件现场，指挥救援和应急处置工作。当晚，李克强总理在湖北监利县连夜召开会议，就客船翻沉事件下一步救援工作作出部署。李克强强调，不放弃任何一点希望，抓紧时间救人。同时要求国务院成立调查组，把事件的原因实事求是调查清楚[5][6]。
- 中国教育在线编制的《2015高招调查报告》发布[7]。

## 6月3日
- 首届“中国生态文明奖”评选表彰工作在京启动[8][9]。

## 6月4日
- 香港市场大牛股数字王国连续两天暴跌五成。市场传闻公司“隐形大股东”车峰6月2日在北京被监管机构人员带走。有消息称，车峰可能卷入中国公安部前副部长马建和商人郭文贵案件[10][11][12]。

## 6月5日
- 习近平主持召开中央全面深化改革领导小组第十三次会议并发表重要讲话。他强调，试点是改革的重要任务，更是改革的重要方法。试点能否迈开步子、趟出路子，直接关系改革成效。要牢固树立改革全局观，顶层设计要立足全局，基层探索要观照全局，大胆探索，积极作为，发挥好试点对全局性改革的示范、突破、带动作用。会议审议通过了《关于在深化国有企业改革中坚持党的领导加强党的建设的若干意见》、《关于加强和改进企业国有资产监督防止国有资产流失的意见》、《关于完善国家统一法律职业资格制度的意见》、《关于招录人民法院法官助理、人民检察院检察官助理的意见》、《关于进一步规范司法人员与当事人、律师、特殊关系人、中介组织接触交往行为的若干规定》[13]。
- 中共中央政治局常务委员会在北京召开“东方之星号客轮翻沉事件”的应急处置会议，也是范围最小、级别最高、能力最强的核心会议。同日，李克强总理也主持召开了国务院常务会议，听取关于“东方之星”号客轮翻沉事件救援和应急处置情况及下一步工作打算的汇报[14]。

## 6月7日
- 中国942万考生赶赴高考考场。2015年高考，采用全国统一命题的省份增至18个。今年开始，高校自主招生延至高考后进行，申请参加自主招生的学生也要参加全国统一高考。此外，今年起，高考加分大幅“缩水”，体育特长生、中学生奥赛等多种加分项目被取消[15][16]。

## 6月8日
- 6月8日是世界海洋日暨全国海洋宣传日。6月6日至10日，世界海洋日暨全国海洋日宣传日主场活动在三亚举行。7日，国家海洋局和海南省人民政府在三亚协商，就如何共同服务国家“一带一路”建设，将海南建设成为南海资源开发服务保障基地和海上救援基地，签订了协议。协议对海南省政府和国家海洋局各自在共建中承担的责任进行了约定[17]。
- 6月8日，辽宁大学发出官方文件称，“自2015年5月31日起，原‘辽宁大学本山艺术学院’更名为‘辽宁大学艺术学院’”。辽宁大学称，辽宁大学与赵本山的合作期已满[18][19]。
- 中国中车股份有限公司（中国中车）在上海证券交易所和香港联交所鸣锣上市，宣告世界最大轨道交通装备制造企业同步登陆A股H股[20][21]。

## 6月10日
- 国务院总理李克强主持召开国务院常务会议。当天会议的一项议题，是确定支持农民工等人员返乡创业政策，增添大众创业万众创新新动能。统计数据显示，我国农民工总量2014年已达到2.74亿，每年还有新增的600多万农村剩余劳动力[22][23][24]。

## 6月11日
- 中共中央总书记、国家主席习近平在人民大会堂会见了由主席昂山素季率领的缅甸全国民主联盟代表团。习近平指出，中缅是亲密友好的邻居。建交65年来，中缅传统友谊历经风雨从未改变，各领域务实合作成果丰富，成为休戚与共的利益共同体和命运共同体。这是两国历代领导人和两国人民共同努力的结果，要倍加珍惜。
- 天津市第一中级人民法院依法对周永康受贿、滥用职权、故意泄露国家秘密案进行了一审宣判，判处无期徒刑，剥夺政治权利终身，并处没收个人财产。周永康当庭表示，服从法庭判决，不上诉；进入司法调查以来，办案机关依法办案、文明执法，讲事实、讲道理，充分体现了我国司法的进步，再次表示认罪悔罪。人民日报评周永康，没人能当「铁帽子王」[25][26][27][28]。
  - 外媒关注周永康案。周永康花白头发受审，部分漏罪传内部通报。6月13日，《法国国家广播电台》了解到，6月12日，中共下达了《中共中央关于周永康违法犯罪案及教训的通报》。通报除了披露细节外，还指周永康策划参与非组织政治活动；个人野心膨胀，谋求改变党组织决议；并且与多名女性保持不正当关系等等[29][30][31][32]。

## 6月12日
- 《全国住房公积金2014年年度报告》发布，这是2009年以来中国首次披露住房公积金“账本”，也标志着中国住房公积金三级信息披露制度正式形成[33]。

## 6月14日
- 中国共产党中央委员会、中华人民共和国全国人民代表大会常务委员会、中华人民共和国国务院、中国人民政治协商会议全国委员会沉痛宣告：中国共产党的优秀党员，久经考验的忠诚的共产主义战士，杰出的无产阶级革命家、政治家，党和国家的卓越领导人，中国共产党第十三届、十四届中央政治局常委，中央纪律检查委员会原书记，第八届全国人民代表大会常务委员会委员长乔石同志，因病医治无效，于2015年6月14日7时08分在北京逝世，享年91岁[34][35][36]。
- 第七届海峡论坛在厦门隆重举行。中共中央政治局常委、全国政协主席俞正声出席论坛开幕式并致辞[37]。
- 央视《焦点访谈》以“变形的救灾工程”为题报道了陕西省救灾中心综合楼大半部分变酒店，救灾项目部分土地建起了职工“经适房”。挪用9000万救灾款，陕西省民政厅党组书记、厅长郭伯权该引咎辞职[38][39]。
- 背后“保护伞”追查未结束，省公安厅一民警涉“皇家一号”落马。日前，引起社会广泛关注的郑州“皇家一号”国际娱乐会所87名涉案人员全部被宣判有罪，并受到相应刑罚[40][41]。

## 6月15日
- 辽宁司法厅原厅长兼辽宁省监狱管理局第一政委张家成被查，该省政法系统两年超30人落马。之前辽宁省监狱管理局原党委常委宋万忠落马[42][43]。

## 6月16日
- 因给政府部门送不作为锦旗却遭行政拘留，农民工张蓬冲、杨凤强日前分别将河南省平顶山市公安局光明路分局告上法庭。今年5月，因与当地一家建筑公司产生劳动纠纷迟迟未得解决，张蓬冲与工友等数十人先后到湛河区政府和平顶山市公安局反映诉求，同时给该市人力资源和社会保障局、公安局先后各送了一面“不作为奖”锦旗，随后张蓬冲及其所在公司经理谢金红等4人被当地警方以涉嫌扰乱单位秩序为由行政拘留[44]。
- 黑龙江省军区原司令员寇铁因涉嫌严重违纪，2014年11月军委纪委对其立案调查，2015年5月移送军事检察机关依法处理。武警交通指挥部原司令员刘占琪因涉嫌严重违纪，2014年11月经军委纪委批准，武警部队纪委对其立案调查，2015年5月移送军事检察机关依法处理。今年以来，军方公布的军级以上落马“老虎”的人数升至37人。刘占琪是今年以来军方集中通报中，武警部队首个“军老虎”[45][45][46]。

## 6月17日
- 中投证券原党委书记、董事长龙增来违反八项规定：对龙增来党内撤职并免职[47]。

## 6月18日
- 中共中央总书记习近平在贵州召开部分省区市党委主要负责同志座谈会上强调，“十三五”时期是我们确定的全面建成小康社会的时间节点，全面建成小康社会最艰巨最繁重的任务在农村，特别是在贫困地区。各级党委和政府要把握时间节点，努力补齐短板，科学谋划好“十三五”时期扶贫开发工作，确保贫困人口到2020年如期脱贫[48][49]。

## 6月19日
- 前中国人大委员长乔石火化全中国下半旗。6月19日清晨， 为悼念乔石，北京天安门、新华门、人民大会堂、外交部，各省、自治区、直辖市党委、政府所在地，香港特别行政区、澳门特别行政区，各边境口岸、对外海空港口，中国驻外使领馆下半旗志哀。自1998年前国家主席杨尚昆逝世以来，中国再次为前领导人逝世全国下半旗致哀。乔石于6月14日早上7点08分在北京病逝，享年91岁[50][51]。

## 6月20日
- 6月20日13时53分，南京市秦淮区石杨路友谊河路口发生一起交通事故。肇事宝马车去年已被查封[52]。

## 6月23日
- 湖南省委决定，黄关春任省政府党组成员、省公安厅党委书记，提名任省政府副省长兼公安厅厅长。至此，31省份中省政法委书记均不再兼任公安厅长[53]。

## 6月24日
- 国务院总理李克强主持召开国务院常务会议，部署推进“互联网+”行动，促进形成经济发展新动能；决定降低工伤和生育保险费率，进一步减轻企业负担；确定设立中国保险投资基金，以金融创新更好服务实体经济；通过《中华人民共和国商业银行法修正案（草案）》，删除了贷款余额与存款余额比例不得超过75%的规定，将存贷比由法定监管指标转为流动性监测指标[54][55]。
- 重庆巫山突发大面积滑坡引发巨大涌浪，21艘小型船舶翻沉[56]。
- 十二届全国人大常委会第十五次会议24日审议了关于实行宪法宣誓制度的决定草案。草案规定，凡经人大及其常委会选举或者决定任命、“一府两院”任命的国家工作人员，正式就职时公开向宪法宣誓。同时提出所有宣誓人员适用统一的65字誓词。忠于祖国、忠于人民，却没有要求忠于党[57]。

## 6月25日
- 中纪委监察部网站消息，国家体育总局副局长肖天涉嫌严重违纪违法，目前正接受组织调查。肖天也成为中共十八大后，国家体育总局首位“落马”的部级官员。数月内体坛多人被查[58][59][60]。
- 西藏自治区人大常委会副主任乐大克涉严重违纪违法接受调查。30多年公安国安履历，曾担任江西省国家安全厅副厅长，西藏国家安全厅厅长等职务。乐大克是西藏自治区首位被调查的省部级官员[61][62]。

## 6月26日
- 中国共产党新规促官场“能上能下”，退庸进贤为改革揽才。26日的中共中央政治局会议明确了对4类干部要“坚决进行组织调整”，包括“政治上不守规矩、廉洁上不干净、工作上不作为不担当或能力不够、作风上不实在的领导干部”[63]。
- 中共中央政治局召开会议，审议通过《中国共产党巡视工作条例（修订稿）》、《关于推进领导干部能上能下的若干规定（试行）》。中共中央总书记习近平主持会议[64][65]。

## 6月27日
- 中国人民银行宣布，自6月28日起对“三农”或小微企业贷款达到一定标准的商业银行下调存款准备金率0.5个百分点。与此同时，下调金融机构人民币存贷款基准利率0.25个百分点。这是货币政策今年以来首次采取“定向降准+降息”的组合[66]。

## 6月28日
- 广东男子江中捞出44根乌木被扣，当地警方：暂扣木头符合法律规定。续：当地政府将奖励此男子5千元[67]。

## 6月29日
- 国家主席习近平在人民大会堂会见出席《亚洲基础设施投资银行协定》签署仪式的各国代表团团长。习近平指出，中国提出筹建亚洲基础设施投资银行，目的是推动亚洲地区基础设施建设和互联互通，深化区域合作，实现共同发展[68]。
- 国务院总理李克强在布鲁塞尔与欧盟委员会主席容克共同出席中欧工商峰会，并发表主旨演讲[69][70]。李克强表示，中欧关系走过40载历程，日趋成熟稳定[71]。

## 6月30日
- 人民日报：审计出的问题 该打针打针该手术手术。审计署透露，今年各项审计共移送重大违法违纪问题800多起。从今年开始，每个中央巡视组配备2名审计人员，“审计先行、巡视跟进”的思路也初露端倪[72]。让审计与包括巡视在内的各项制度亲密合作、无缝对接，才能更好地发挥审计的作用[73]。